# جون برومبتون
جون برومبتون (بالإنجليزية: John Brumpton)‏ هو كاتب سيناريو وممثل أسترالي، ولد في 28 يوليو 1958 في أستراليا.

## ترشيحات
- جائزة الأكاديمية الأسترالية للفنون السينمائية والتلفازية لأفضل سيناريو مقتبس [الإنجليزية]‏ (1996)
- جائزة آكتا لأفضل ممثل في دور رئيسي [الإنجليزية]‏ (1996)

## وصلات خارجية
- جون برومبتون على موقع IMDb (الإنجليزية)
- جون برومبتون على موقع قاعدة بيانات الفيلم (الإنجليزية)